# Сезимово-Усти
Сезимово-Усти (чеш. Sezimovo Ústí, нем. Alt-Tabor) — город и муниципалитет с расширенными полномочиями в районе Табор Южночешского края Чехии.
Расположен у слияния рек Лужнице и Кошский поток в 4 километрах южнее г. Табор. Через город проходит международная автотрасса Е55 (Прага—Ческе-Будеевице), рядом с городом — Будеёвицкая автомагистраль.

## История

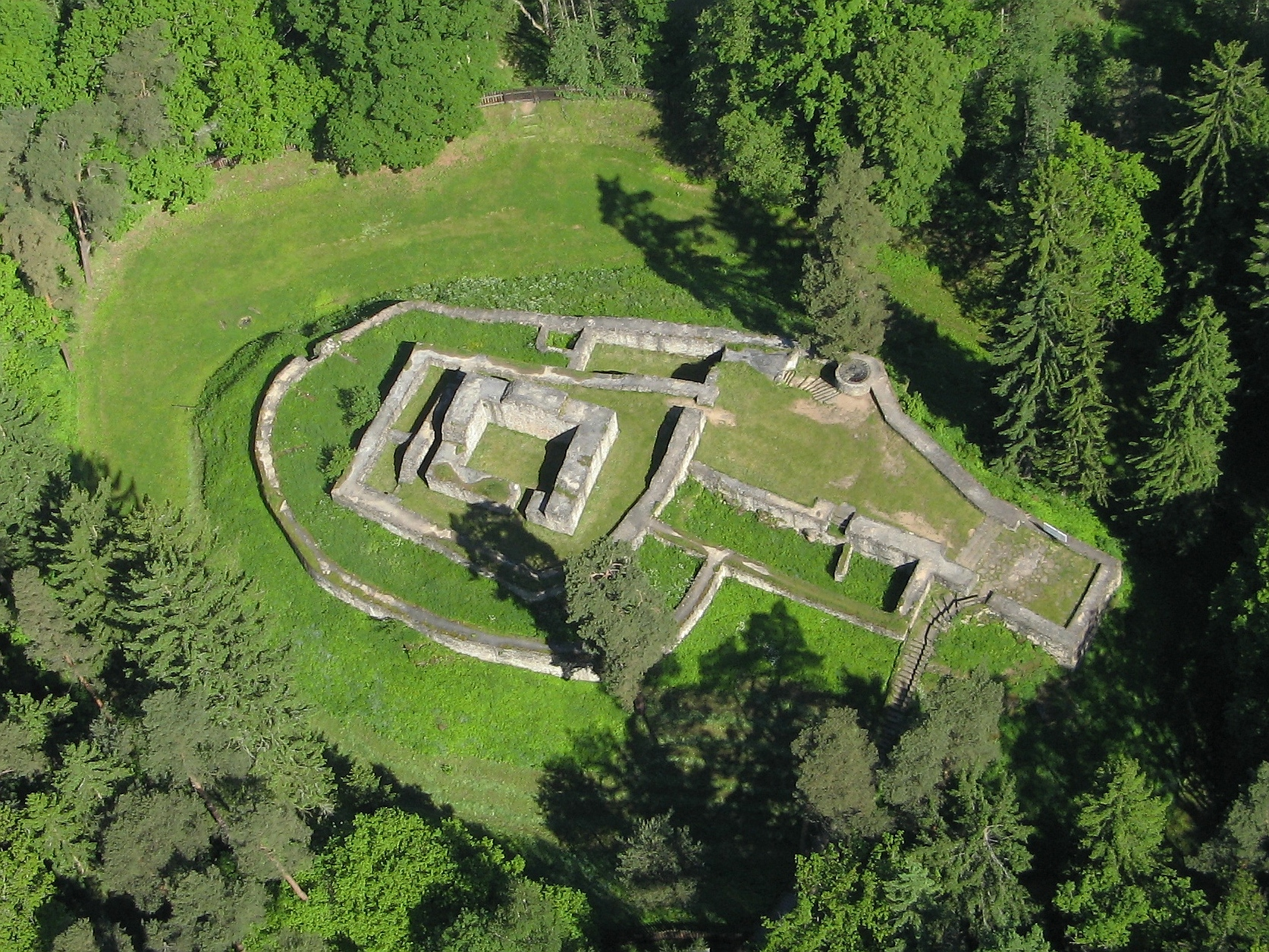
Руины замка Кози-Градек

Первое письменное упоминание относится к 1250 году. Найденное месторождение серебра, способствовало тому, что со временем город достиг своего высокого средневекового статуса, здесь был монастырь, дворец, несколько церквей, больница и три пригорода. Здесь проповедовал Ян Гус, существовала большая община гуситов. В 1420 году город был полностью сожжён изгнанными из него гуситами и восстановлен только через 400 лет.

## Достопримечательности
- В окрестностях города находятся руины замка Кози-Градек, построенный до 1377 года, где проповедовал Ян Гус.
- Летняя резиденция — Вилла Э́дварда Бе́неша, где он похоронен
- Руины доминиканского монастыря, чьё существование было впервые отмечено в письменных источниках в 1262 году.

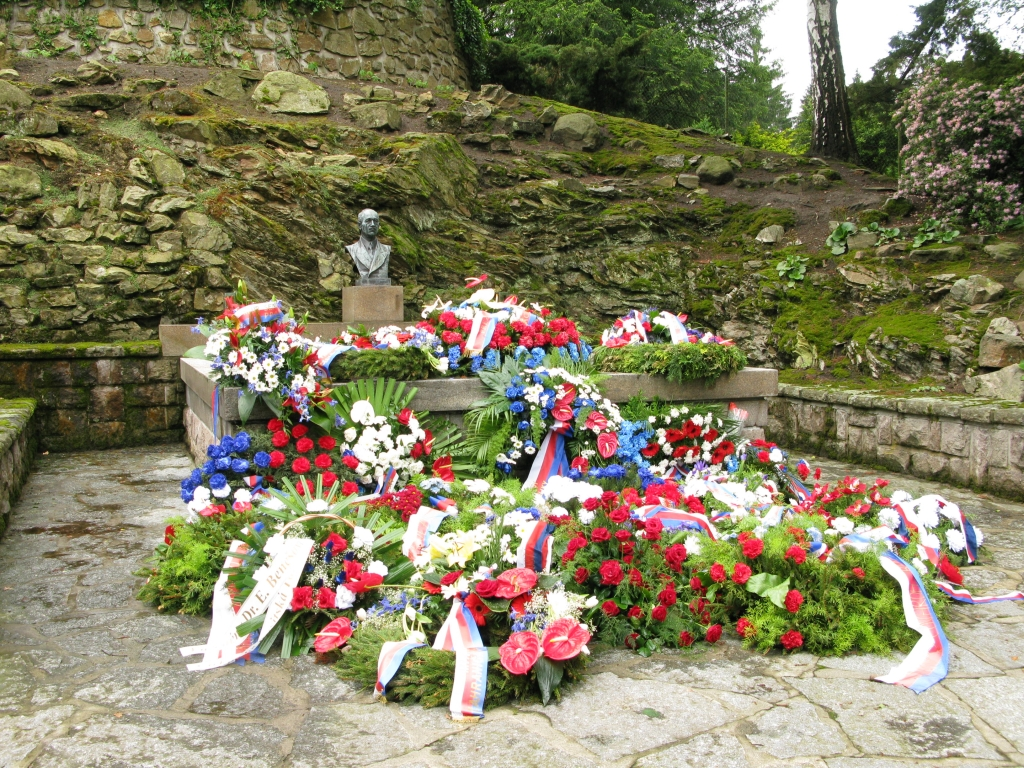
Могила Э. Бенеша

В Сезимово-Усти умер и был похоронен государственный и политический деятель Чехословакии, второй президент Чехословакии в 1935—1948 годах Э́двард Бе́неш.

## Население
| Год  | Численность | Численность |
| ---- | ----------- | ----------- |
| 1869 | 946         | [ 5 ]       |
| 1880 | 1035        | [ 5 ]       |
| 1890 | 1041        | [ 5 ]       |
| 1900 | 1170        | [ 5 ]       |
| 1910 | 1214        | [ 5 ]       |
| 1921 | 1192        | [ 5 ]       |
| 1930 | 1077        | [ 5 ]       |
| 1950 | 3990        | [ 5 ]       |
| 1961 | 5849        | [ 5 ]       |
| 1970 | 8022        | [ 5 ]       |
| 1980 | 8885        | [ 5 ]       |
| 1991 | 7520        | [ 5 ]       |
| 2001 | 7495        | [ 5 ]       |
| 2011 | 7254        | [ 5 ]       |
| 2014 | 7287        | [ 6 ]       |
| 2016 | 7275        | [ 7 ]       |
| 2017 | 7251        | [ 8 ]       |
| 2018 | 7233        | [ 9 ]       |
| 2019 | 7257        | [ 10 ]      |
| 2020 | 7221        | [ 11 ]      |
| 2021 | 7176        | [ 12 ]      |
| 2022 | 7018        | [ 13 ]      |
| 2023 | 7166        | [ 14 ]      |
| 2024 | 7109        | [ 3 ]       |

## Города-побратимы
- Тирахерн, Швейцария